# Lydden
Lydden – wieś w Anglii, w hrabstwie Kent, w dystrykcie Dover. Leży 17 km na południowy wschód od miasta Canterbury i 103 km na wschód od centrum Londynu. W 2001 miejscowość liczyła 684 mieszkańców.